# 西除川
西除川（にしよけがわ）は、大阪府を流れる大和川水系の一級河川。流域の途中にある狭山池より上流は、天野川ともよばれている。

## 地理
大阪府河内長野市天野町の天野山山中に源を発し北流。大阪狭山市の狭山池に流れ込み、堺市東区、美原区、松原市を通り、堺市北区で大和川と合流する。
かつて、大和川の付け替え前は、現在の松原市付近からそのまま北上し、天道川（今川・駒川）として流れ、平野川に合流し、大阪城の北側で大川（旧淀川）に注いでいた。
現在の流路は、松原市の高木橋付近で西へ流路を変えて堺市に入り、大和川と平行しJR浅香駅の西で大和川に合流している。付け替え後の大和川の水位が高く、かつての流路付近では合流させることができなかったため、西除川も大和川と並行して西流させ、水位が同じになる浅香付近まで導き合流させた。
なお、2008年からは阪神高速6号大和川線工事のため、西除川放水路との分岐（堺市北区常盤町）から下流部分が一時的に埋め立てられ、大和川には西除川放水路経由で合流している（JR浅香駅付近の流路はそのまま）。工事終了後は、常磐町付近は親水空間として整備され、流路が復活する予定である。

## 流域の自治体
大阪府
河内長野市、大阪狭山市、堺市東区、美原区、松原市、堺市北区

## 流域の施設等
河内長野市
- 金剛寺

大阪狭山市
- 天野大橋 （国道310号交点）
- 大阪府立狭山高等学校
- 大阪府立狭山池博物館

堺市東区
- 南海高野線北野田駅

堺市美原区
- 西除大橋 （大阪府道36号泉大津美原線、阪和自動車道交点）
- 大阪府立農芸高等学校

松原市
- 大阪府道2号大阪中央環状線交点
- 市民運動広場
- 阪南大学高等学校・中等部
- 近鉄南大阪線布忍駅
- 布忍神社

堺市北区
- あびこ筋
- 大阪府道28号大阪高石線
- JR阪和線浅香駅